# 남항진해수욕장

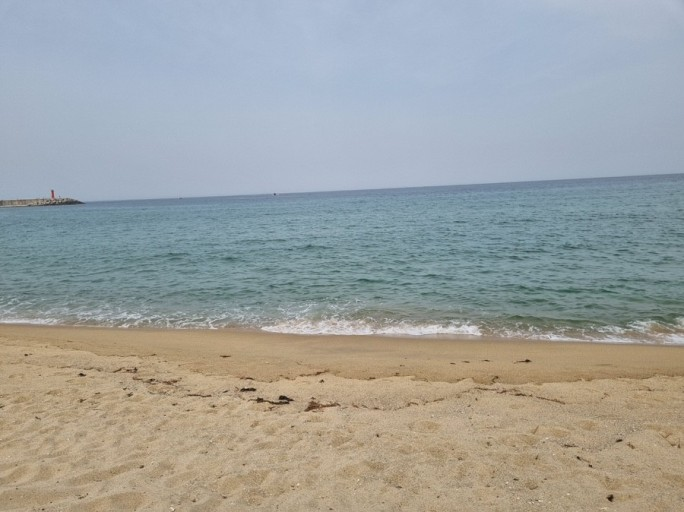

남항진해수욕장은 법정동 남항진동에 위치한 강릉시의 해변가중 한곳으로 남항진 해변에 있다. 남항진동은 강릉시의 행정동인 성덕동에 속해있다.
주변관광지로는 남대천을 사이에 두고 건너편 안목해변으로 걸어갈수있는 솔바람다리와 아라나비체험장이 있다.
한편 남항진의 지명 유래는 남대천을 기준으로 그 윗쪽에 있는 견소동을 앞목 그리고 그 아랫쪽인 남쪽의 나루터를 가리켜 남항진으로 불리던것에서 유래한 것으로 잘 알려져있는 바와 같이 남항진의 자리는 예전부터 배들이 모여 정박할 수 있는 나루터가 있었다.

## 같이 보기
- 강동면
- 강남동